# 鳥取市立稲葉山小学校
鳥取市立稲葉山小学校（とっとりしりつ いなばやましょうがっこう）は鳥取県鳥取市卯垣にある公立小学校。

## 概要
1952年（昭和27年）4月の鳥取大火により市街地周辺地区の宅地化が進められ、旧鳥取連隊練兵場を含む岩倉や立川町五丁目方面には旭町・緑町・稲葉丘などの住宅地が誕生し児童数が急増した。当時地区内にあった稲葉小学校では児童の収容が不可能となったことから、新たに当校が移転設立された。
児童数は開校当時の昭和28年度は681名を数えたが、同40年代になると鳥取三洋電機の進出に伴う社宅や雇用促進住宅の建設および新興住宅地などにより急増し、昭和55年度には1186名に達した。このため1981年（昭和56年）に岩倉小学校が新設され校区再編成により解消し、昭和60年度は666名となった。現在は少子化の煽りを受け200名程度となっている。 

## 沿革
- 1953年（昭和28年）8月11日 - 稲葉小学校と修立小学校の一部を統合し、立川町四丁目191番地（当時）に創立。
- 1957年（昭和32年）7月20日 - 体育館竣工。
- 1959年（昭和34年）9月26日 - 伊勢湾台風により1.5m浸水。
- 1965年（昭和40年）
  - 6月1日 - プール竣工式。
  - 7月21日・9月1日 - 床上浸水のため休校。
- 1973年（昭和48年）4月1日 - 新校舎3教室竣工。学級数29学級となる。
- 1974年（昭和49年）4月1日 - 学級数30学級となる。
- 1975年（昭和50年）3月25日 - 新校舎6教室竣工。
- 1976年（昭和51年）9月10日 - 台風第17号による集中豪雨で床上浸水。3日間休校。
- 1978年（昭和53年）3月4日 - 体育館増改築竣工。
- 1979年（昭和54年） - 卯垣・立川町・岩倉の各一部から卯垣一丁目-四丁目が成立、当校の所在地は卯垣二丁目となる。
- 1980年（昭和55年）4月1日 - 33学級1186名。またこの年、卯垣・岩倉・立川町五丁目・大杙の各一部から立川町六丁目・七丁目が成立。
- 1981年（昭和56年）4月1日 - 岩倉、立川町六丁目（西を除く）、立川町七丁目、卯垣、卯垣四丁目を新設の岩倉小学校の通学区域に変更。これにより23学級812名となる。
- 1982年（昭和57年）4月1日 - 立川町五丁目（二区）を修立小学校の通学区域に変更。これにより19学級673名となる。
- 1983年（昭和58年）
  - 3月8日 - 北校舎竣工。
  - 9月11日 - 開校30周年記念式典。
  - 12月24日 - PTAよりブロンズ像「巣立ち」寄贈。
- 1986年（昭和61年）11月6日 - 校訓石碑建立。
- 1991年（平成3年）3月 - 体育館、プール竣工。
- 2003年（平成15年）8月10日 - 創立50周年記念式典。

（参考文献：、稲葉山小学校の沿革）

## 通学区域
- 小西谷、滝山、立川町三丁目、立川町四丁目、立川町五丁目（一区）、立川町六丁目（立六西）、卯垣一丁目、卯垣二丁目、卯垣三丁目、卯垣五丁目、百谷

## 主な進学先
- 鳥取市立東中学校

## 著名な出身者
- 山下佐知子（元陸上選手）[4]
- 前野隆司（慶應義塾大学大学院教授）